# Thérèse d'Avila
Vous lisez un « bon article » labellisé en 2015.
Pour les articles homonymes, voir Thérèse de Jésus (homonymie), Sainte Thérèse et Ávila (homonymie).
Thérèse d'Avila (en espagnol Teresa de Ávila), en religion Thérèse de Jésus (en espagnol Teresa de Jesús), née le 28 mars 1515 à Gotarrendura en Vieille-Castille et morte dans la nuit du 4 au 15 octobre 1582 (qui correspond au passage du calendrier julien au calendrier grégorien). à Alba de Tormes, est une religieuse carmélite espagnole. L'influence de ses écrits, témoignage de son expérience mystique, en fait une figure majeure de la spiritualité chrétienne. Elle est reconnue sainte et docteur de l'Église par l'Église catholique.
La réforme qu'elle décide dans l'Ordre du Carmel espagnol entraîne, quelques années après sa mort, la création d'une branche autonome au niveau de l'ordre : l'Ordre des Carmes déchaux. Cette nouvelle branche monastique s'étendra rapidement dans toute l'Europe puis le monde : le nombre des carmes réformés dépassera rapidement, et dépasse toujours, celui des carmes non réformés.
Béatifiée en 1614 et canonisée en 1622, elle est fêtée dans la liturgie catholique le 15 octobre. Elle est déclarée docteur de l'Église catholique en 1970, première femme à obtenir ce titre. Son influence spirituelle, associée à celle de saint Jean de la Croix, a été très forte au XVIIe siècle. Elle reste aujourd'hui une référence au-delà de sa famille monastique et même à l'extérieur de l'Église catholique.
Elle est l'autrice de nombreux ouvrages tant biographiques que didactiques ou poétiques, régulièrement réédités dans le monde entier. Elle est encore aujourd'hui le sujet de nombreuses publications.
Après sa mort, son corps incorrompu est exhumé plusieurs fois. Très vite, sa dépouille se trouve être une relique disputée entre les couvents d'Ávila, son lieu de naissance, et d'Alba de Tormes, son lieu de décès. Elle repose désormais dans un tombeau de marbre placé dans l'église du couvent d'Alba de Tormes en 1760. Plusieurs reliques ont été extraites de sa dépouille et sont présentes dans différentes églises d'Espagne.

## Biographie

### Enfance
Teresa Sánchez de Cepeda Dávila y Ahumada est née le 28 mars 1515 à Ávila (Vieille-Castille). Son père est Alonso Sánchez de Cepeda (1471-1544). D'un premier mariage avec Catalina del Peso y Henao (issue de la petite noblesse castillane), il a deux fils et une fille : Juan, Pedro et María. Devenu veuf, il se remarie avec Beatriz Dávila y Ahumada (1495-1528) apparentée à sa première épouse. Beatriz lui donne huit fils et deux filles : Hernando, Rodrigo, Teresa, Juan (de Ahumada), Lorenzo, Pedro, Jerónimo, Antonio, Agustín et Juana ; la famille compte ainsi treize enfants au total. Teresa est baptisée dans l’église Saint-Jean le 4 avril.
Sa famille paternelle est issue de juifs convertis de force, séfarades de Tolède. Son grand-père Juan Sánchez (1440-1507), riche marchand marrane de Tolède, fut condamné en 1485 par l'Inquisition tolédane, pour cause de crypto-judaïsme, à porter le san-benito lors de pénitences publiques pendant sept vendredis, dans les églises de Tolède. Bien que « réconcilié », il fut ruiné et s'installa à Ávila où Juan Sánchez de Toledo Cepeda prospéra de nouveau et put acheter un faux certificat d'hidalguía l'apparentant à un chevalier d'Alphonse XI et l'exemptant des persécutions, impôts, séquestres et prison.
L'idéal pieux et l'exemple édifiant de la vie des saints et martyrs sont transmis à Thérèse dès son enfance par ses parents, le chevalier Alonso Sánchez de Cepeda et Beatriz Dávila y Ahumada. Selon la description faite dans ses écrits destinés à son confesseur (recueillis dans l'un de ses écrits autobiographiques, la Vida de Santa Teresa de Jesús), Thérèse montre dès sa tendre enfance une nature passionnée et une imagination fertile. Son père, amateur de lecture, possédait quelques romans, dont l'étude suscite l'éveil de la sensibilité de la petite fille de six ans.

### Adolescence

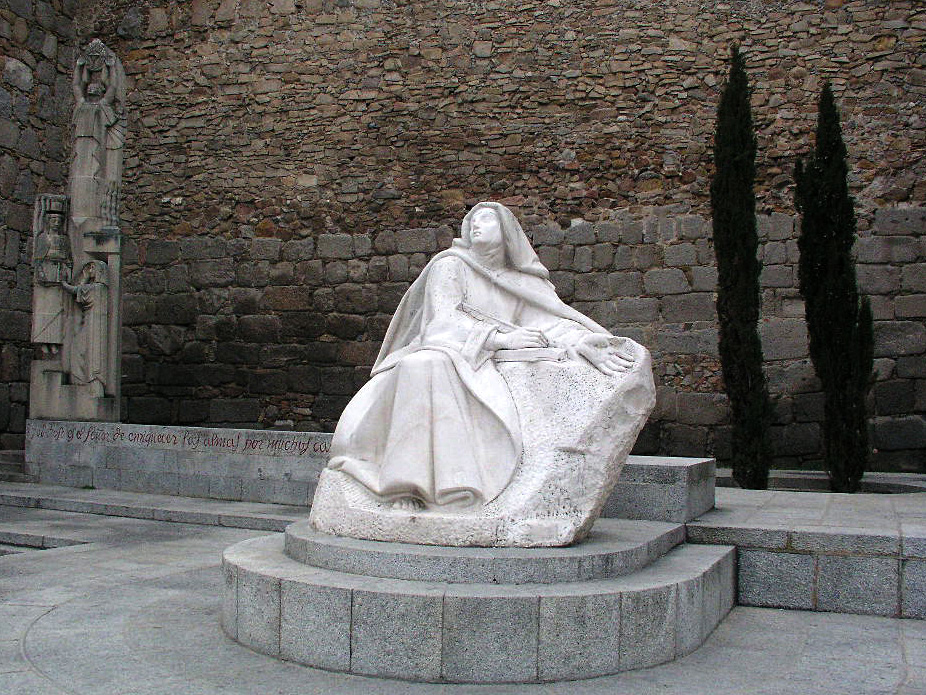
Statue de Thérèse à Ávila.

Précocement instruite des histoires édifiantes de la vie des saints, elle souhaite vivre le martyre en allant avec son frère Rodrigue dans les « terres des infidèles » en Afrique du Nord musulmane.
Échouant dans leur projet qui débutait par une fugue, le frère et la sœur décident de se faire ermites.
Thérèse écrit : « Je faisais l'aumône comme je pouvais, et je pouvais peu. J'essayais la solitude pour prier mes dévotions, qui étaient nombreuses, et particulièrement le rosaire… J'aimais beaucoup faire comme si nous étions des nonnes dans des monastères, quand je jouais avec d'autres petites filles, et je pense que je souhaitais l'être. »
En 1527, à l'âge de douze ans, Thérèse perd sa mère. La jeune Thérèse demande alors à la Vierge Marie de lui servir de mère.
Adolescente passionnée de romans de chevalerie (elle en écrit en 1529), elle oublie sa dévotion religieuse et ses jeux d'enfance. Elle déclare : « J'ai commencé à porter de beaux habits, et à vouloir paraître élégante, je soignais mes mains, ma coiffure et mes parfums, et toutes les vanités de cet âge, car j'étais très curieuse… J'avais quelques cousins germains… Ils étaient à peu près de mon âge, un peu plus vieux que moi ; nous étions toujours ensemble, ils m'aimaient beaucoup et chaque fois que quelque chose les rendait heureux, nous discutions et j'écoutais leurs joies et leurs enfantillages… Tout le mal me vint d'une parente (une cousine semble-t-il) qui venait souvent chez nous. Je me trouvais fréquemment en sa compagnie pour bavarder, car elle m'aidait dans toutes les idées de passe-temps qui me venaient à l'esprit, et m'en proposait même d'autres ; elle me faisait également part de ses fréquentations et de ses futilités. Il me semble que ce fut lorsque je me mis à la fréquenter, à l'âge de quatorze ans, que le péché mortel m'éloigna de Dieu. »
Pendant trois mois, et avec la complicité des domestiques, elle succombe aux passe-temps des agréables compagnies, faisant ainsi courir un danger à elle-même et à l'honneur de son père et de ses frères. Elle prend également goût pour les parures avec le désir de plaire. Cependant elle-même déclare qu'elle « détestai[t] les choses malhonnêtes ».
Son père décide alors d'envoyer Thérèse au couvent de Santa María de Gracia à Ávila en 1531. Thérèse supporte difficilement son manque de liberté. Elle ne veut pas devenir religieuse, et ses adorateurs lui envoient des billets, mais comme, selon ses propres mots, « il n'y avait pas place pour tout cela, la chose cessa promptement ». Thérèse y reste jusqu'à l'automne 1532, sans se décider à embrasser la vie religieuse.

### Vocation religieuse

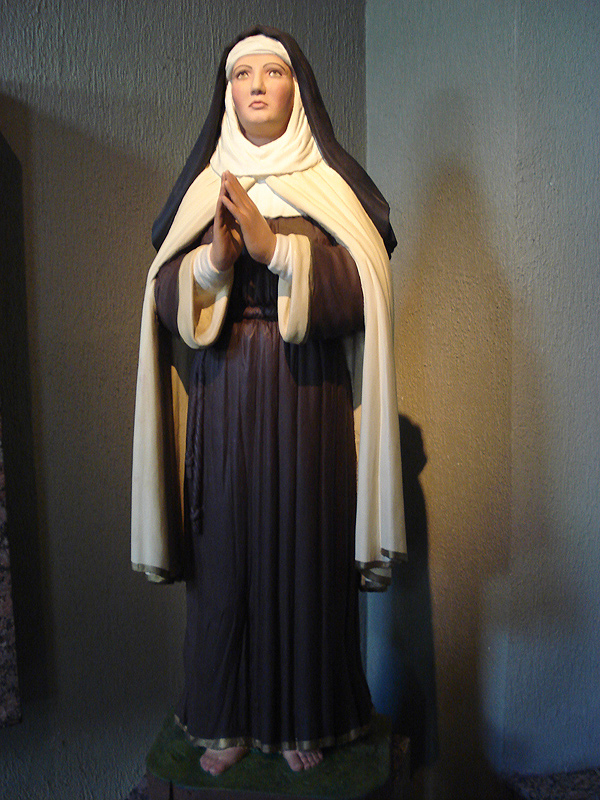
Statue de sainte Thérèse dans la chapelle de la cathédrale Caxias do Sul (Brésil).

Elle tombe gravement malade, et doit rentrer chez son père. Après sa convalescence, il la confie à sa sœur Marie de Cepeda qui vit à Castellanos de la Cañada avec son mari, don Martín de Guzmán y Barrientos. Luttant contre elle-même, elle parvient à dire à son père qu'elle souhaite entrer dans les ordres, tout en sachant qu'elle ne reviendra pas sur sa décision. Son père lui répond qu'il ne l'acceptera jamais de son vivant.
Aidée d'un de ses frères, Thérèse fugue du domicile familial le 2 novembre 1533 (ou le 2 novembre 1535, selon Francisco Ribera) pour le couvent de l'Incarnation (es) à Ávila.
Ce monastère était non cloîtré, permettant aux religieuses de sortir et de recevoir des visites.
Elle y prononce ses vœux le 3 novembre 1534 (selon Ribera, elle prend l'habit le 2 novembre 1536 et prononce ses vœux le 3 novembre 1537). Thérèse passera vingt-sept ans dans cette communauté très nombreuse, de style encore médiéval. Ces premières années au Carmel se passent sans événements notables. Mais elle est très critique vis-à-vis des pratiques religieuses de l'ordre, qu'elle réformera quelques années plus tard.
Après être entrée au couvent, sa santé se détériore. Elle souffre très probablement de crises d'épilepsie, d'évanouissements, d'une cardiomyopathie non définie et d'autres troubles ; ainsi se passe la première année. Pour la guérir, son père l'emmène en 1535 à (es) Zapardiel de la Cañada avec sa sœur. Thérèse reste dans ce village jusqu'au printemps 1536 (elle réussit même durant son séjour à convertir un prêtre qui y vivait en concubinage), puis elle part à Becedas. De retour à Ávila (le dimanche des Rameaux de l'année 1537), elle subit en juillet une rechute de quatre jours chez son père. Elle reste paralysée pendant plus de deux ans. Aussi bien avant qu'après sa rechute, elle connut de grandes souffrances physiques.
Vers le milieu de l'année 1539, Thérèse recouvre la santé, selon elle, grâce à saint Joseph. Avec la santé reviennent les goûts mondains, faciles à satisfaire : Thérèse vit à nouveau au couvent et reçoit de fréquentes visites.
Si cette période est tellement difficile, Thérèse reçoit un soutien très important pour sa formation spirituelle. Avant d'arriver à Zapardiel de la Cañada, elle passe à Ortigoza, chez l'oncle Pedro de Cepeda. Homme de foi et de sciences, il octroie, à sa nièce qui ne sait pas encore comment faire oraison, un livre du traité du recueillement, Le troisième Abécédaire du frère franciscain Francisco de Osuna. Pour la première fois, Thérèse apprend tant trois niveaux et façons d'oraison que l'étude consultant les livres. Elle développera plus tard, dans Le Livre de la vie, ses quatre niveaux d'oraison. Et dans cette autobiographe, elle exprime que, par les écritures, elle étudie intensivement les vertus de saint François d'Assise (pour la preuve par ses stigmates), de saint Antoine de Padoue (l'amour pour l'Enfant-Jésus) ainsi que de saint Bernard de Clairvaux et de sainte Catherine de Sienne (pour la sainte humanité). C'est initié dans la bibliothèque de son oncle.

### Conversion
Selon elle, son esprit s'alanguit, au point de lui faire abandonner la prière (1541). Un jour, par hasard, elle voit dans un oratoire une image de Jésus-Christ souffrant qui provoque en elle une profonde émotion. Elle dira : « C’était une représentation si vive de ce que Notre-Seigneur endura pour nous, qu’en voyant le divin Maître dans cet état, je me sentis profondément bouleversée. Au souvenir de l’ingratitude dont j’avais payé tant d’amour, je fus saisie d’une si grande douleur qu’il me semblait sentir mon cœur se fendre. ». Elle décide alors de reprendre l'oraison. La lecture des Confessions de saint Augustin l'encourage dans sa conversion.

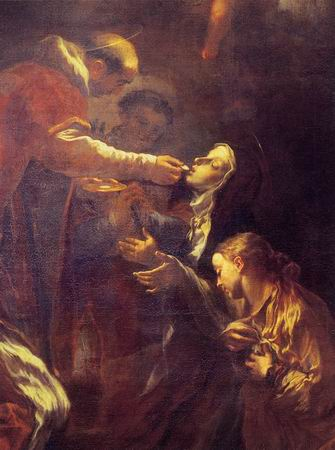
Saint Pierre d'Alcántara donnant la communion à sainte Thérèse d’Avila, par Livio Mehus.

Ressentant des grâces spirituelles dans son oraison, Thérèse se confie à son confesseur pour savoir si elles viennent de Dieu ou du démon. Celui-ci, après l'avoir écoutée, lui indique que c'est le démon qui lui crée des illusions ; cette nouvelle cause beaucoup de tourments à Thérèse. Après plusieurs années où il lui tient ce même discours, l'ecclésiastique conseille finalement à Thérèse d'aller consulter des prêtres de la Compagnie de Jésus.
C'est à ce moment, en 1555, que les jésuites Juan de Padranos et Balthazar Álvarez fondent un collège à Ávila. Padranos devient le confesseur de Thérèse. L'année suivante (1556), Thérèse commence à ressentir des faveurs spirituelles intenses, et peu après en 1557, elle se voit encouragée par saint François Borgia qui lui confirme que les faveurs spirituelles dont elle jouit viennent bien de Dieu et non du démon. Elle raconte avoir eu sa première vision ainsi qu'une vue de l'enfer en 1557 ; en 1559, elle prend pour confesseur Baltasar Alvarez, qui dirige sa conscience pendant six ans, et reçoit, dit-elle, de grandes faveurs célestes, parmi lesquelles la vision de Jésus ressuscité, des expériences de ravissement spirituel intenses et des épisodes de lévitation dont elle supplie Dieu de la délivrer, ainsi qu'elle le raconte dans son autobiographie.
En 1560, elle fait le vœu de toujours aspirer à la plus grande perfection ; saint Pierre d'Alcántara approuve cet état d'esprit, et saint Louis Bertrand l'encourage à mettre en œuvre son projet de réforme de l'Ordre du Carmel, qu'elle a conçu aux alentours de cette date : elle veut fonder à Ávila un monastère observant strictement la règle de l'Ordre, qui inclut l'obligation de la pauvreté, de la solitude et du silence. Son confesseur, le dominicain Pedro Ibáñez, lui ordonne d'écrire le récit de sa vie, travail qui va durer de 1561 à juin 1562. Plus tard, sur les conseils de Soto, elle réécrit le récit de sa vie en 1566.

### Oraison et Transverbération

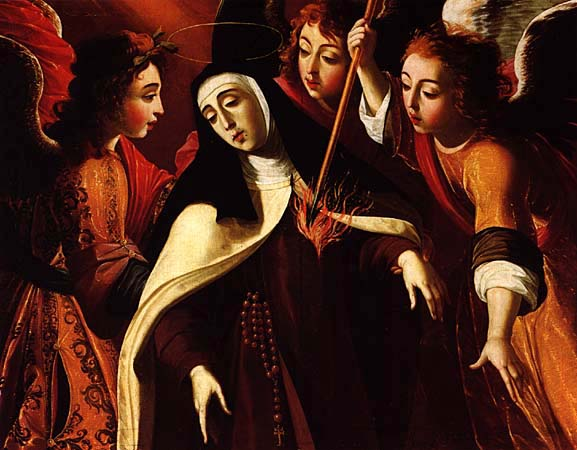
La transverbération de sainte Thérèse par Josefa de Óbidos (1672).

L’oraison naturelle (en espagnol : oración natural) peut être pratiquée par chacun, avec l’aide de la grâce, essentiellement par l’ascèse et la piété, comme sainte Thérèse le souligne dans les trois premières Demeures du Château intérieur. Cependant ces deux vertus ne suffisent pas, même avec l’aide de la grâce, pour conduire à l’oraison surnaturelle (en espagnol : oración sobrenatural), don gratuit de Dieu qui l’accorde même parfois à des âmes dont l’état spirituel est encore imparfait. C’est seulement lorsque l’âme pénètre dans la quatrième demeure que se fait le passage du naturel au surnaturel, ainsi que Thérèse l’écrit elle-même,. Le Père S.J. Louis Lallemant pense, comme sainte Thérèse à laquelle il se réfère expressément, que la contemplation mystique consiste en « des dons extraordinaires que Dieu ne donne que quand et à qui il lui plaît », et qu’elle introduit l’âme dans « un monde nouveau dont la beauté la ravit, et dont l’objet sont les vérités surnaturelles que la lumière divine lui découvre »,.
Au cours et au sommet de cette vie mystique, Thérèse raconte avoir vécu l'expérience de la transverbération. Dans sa biographie française publiée au XVIe siècle il est dit :

« Je vis un ange proche de moi du côté gauche… Il n'était pas grand mais plutôt petit, très beau, avec un visage si empourpré qu'il ressemblait à ces anges aux couleurs si vives qu'ils semblent s'enflammer … Je voyais dans ses mains une lame d'or, et au bout, il semblait y avoir une flamme. Il me semblait l'enfoncer plusieurs fois dans mon cœur et atteindre mes entrailles : lorsqu'il le retirait, il me semblait les emporter avec lui, et me laissait tout embrasée d'un grand amour de Dieu. La douleur était si grande qu'elle m'arrachait des soupirs, et la suavité que me donnait cette très grande douleur était si excessive qu'on ne pouvait que désirer qu'elle se poursuive, et que l'âme ne se contente de moins que Dieu. Ce n'est pas une douleur corporelle, mais spirituelle, même si le corps y participe un peu, et même très fort. C'est un échange d'amour si suave qui se passe entre l'âme et Dieu, que moi je supplie sa bonté de le révéler à ceux qui penseraient que je mens… Les jours où je vivais cela, j'allais comme abasourdie, je souhaitais ni voir ni parler avec personne, mais m'embraser dans ma peine, qui pour moi était une des plus grandes gloires, de celles qu'ont connues ses serviteurs. »

Selon le biographe Pierre Boudot : 

« Dans toutes les pages [du livre de sa vie] se voient les marques d'une passion vive, d'une franchise absolue et d'un illuminisme de la foi des fidèles. Toutes ses révélations témoignent de sa croyance profonde en une union spirituelle entre elle et le Christ. Elle voyait Dieu, la Vierge, les saints et les anges dans toute leur splendeur et elle recevait d'en-haut des inspirations mises à profit pour discipliner sa vie intérieure. Dans sa jeunesse, ses aspirations furent peu nombreuses et semblent confuses ; ce fut seulement en plein âge mûr qu'elles devinrent plus précises, plus fréquentes et aussi plus extraordinaires. Elle avait plus de quarante-trois ans quand elle vécut sa première extase. Ses visions se succédèrent sans interruption pendant deux ans et demi (1559-1561). Soit par méfiance, soit pour la mettre à l'épreuve, ses supérieurs lui interdirent de s'abandonner à cet ardent penchant pour les dévotions mystiques, qui étaient pour elle comme une seconde vie, et lui ordonnèrent de résister à ces extases, dans lesquelles se consumait sa santé. Elle obéit, mais en dépit de ses efforts, sa prière était si continue que même le sommeil ne parvenait à en arrêter le cours. Simultanément, embrasée d'un violent désir de voir Dieu, elle se sentait mourir. Cet état singulier déclencha à plusieurs reprises la vision qui serait à l'origine d'une fête particulière dans l'ordre du Carmel. »

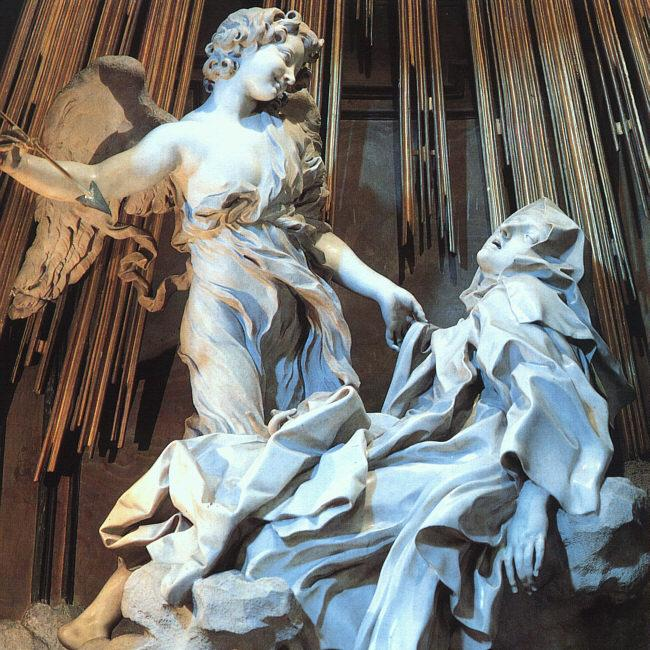
Représentation de la transverbération de Thérèse d'Avila par Le Bernin.

En 1652, le Bernin sculptera une Extase de sainte Thérèse dans la chapelle Cornaro de Santa Maria della Vittoria à Rome, commémorant cet événement.
Pour perpétuer la mémoire de cette mystérieuse blessure, le pape Benoît XIII, à la demande des carmélites d'Espagne et d'Italie, établit en 1726 la fête de la transverbération du cœur de sainte Thérèse (le 26 août). Le biographe Boudot ajoute : « Jusqu'à son dernier soupir, Thérèse eut le privilège de converser avec les personnes divines, qui la consolaient ou lui révélaient certains secrets du ciel, celui d'être transportée en enfer ou au purgatoire, et encore celui de prévoir l'avenir. ». De nos jours, cette fête est toujours célébrée dans l'Ordre du Carmel avec rang de mémoire facultative, et mémoire obligatoire pour les moniales.

#### Explication scientifique proposée
Le neurologue Gilles Huberfeld, spécialiste en épileptologie, est d'avis que les extases de sainte Thérèse d'Avila s'apparentaient à des crises épileptiques impliquant le lobe temporal droit.
Cependant, cette hypothèse n'explique pas la blessure observée au cœur lors de son autopsie (réalisée selon les procédures médicales en vigueur au XVIe siècle) à la suite de son décès, et à l'époque identifiée comme étant liée à sa transverbération,. Le scientifique ne porte aucun jugement sur la valeur spirituelle des extases de la religieuse.

### Première fondation à Ávila
Mécontente du « relâchement » des règles, qui avaient été assouplies en 1432 par Eugène IV, Thérèse décide de réformer l'ordre pour revenir à l'austérité, la pauvreté et l'isolement qui faisaient partie, pour elle, de l'esprit carmélite authentique. Elle demande conseil à Francisco de Borja et à Pedro de Alcántara qui approuvent sa ligne de pensée et sa doctrine.
Dès 1560, Pierre d'Alcántara soutient Thérèse dans sa détermination à mettre en pratique sa foi et son appel mystique. Il devient son maître spirituel et son conseiller. Ce soutien moral lui permettra d'entreprendre la création d'une série de couvents sans le laxisme qui l'avait choquée dans de nombreux cloîtres dont celui de l'Incarnation[Lequel ?].
Après deux années de combat, la bulle de Pie IV pour la construction du couvent Saint-Joseph lui est remise par ordre de frère García de Toledo à Ávila.

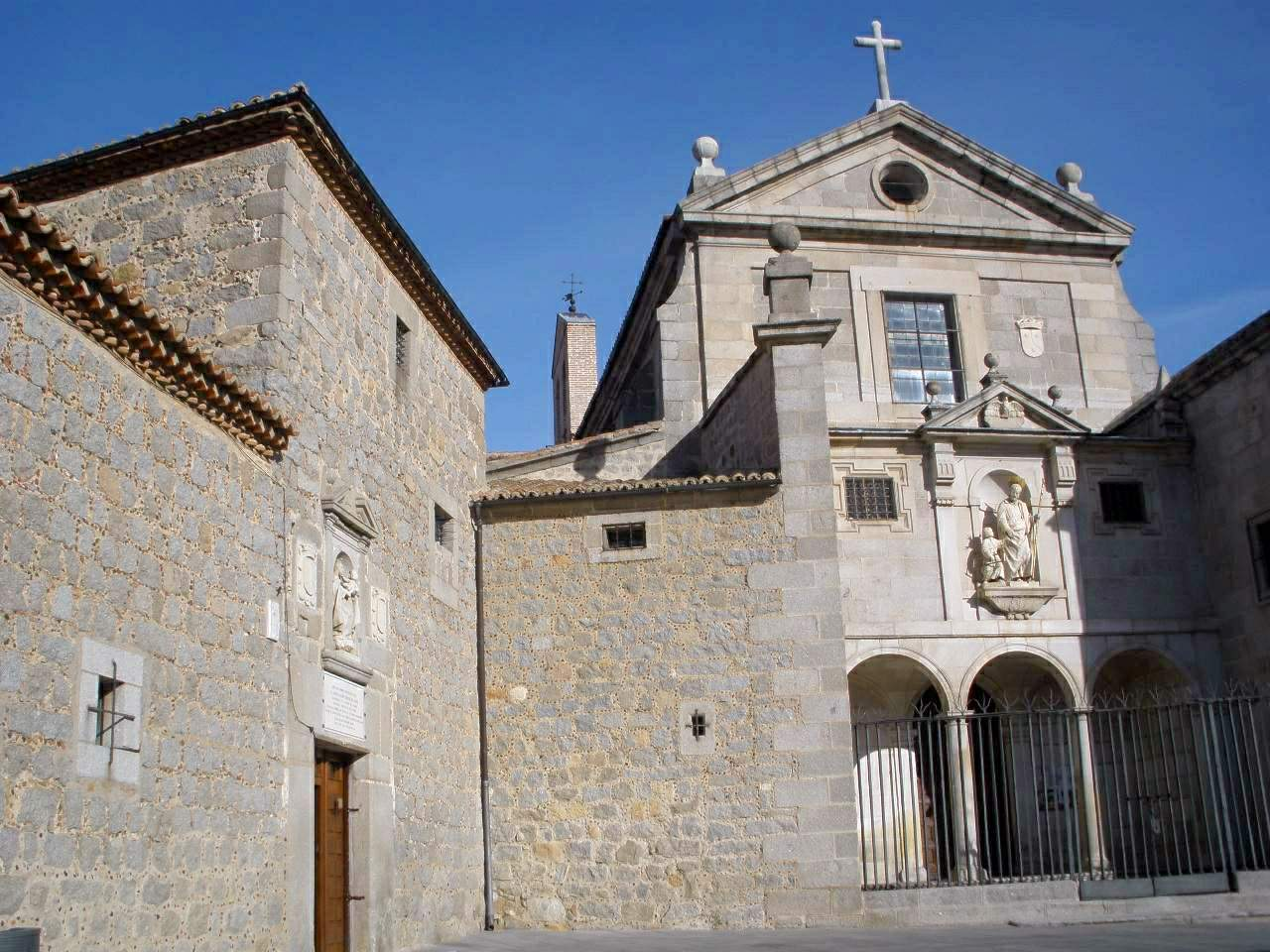
Couvent de Saint-Joseph à Ávila.

Fin 1561, Thérèse reçoit une somme d'argent envoyée par l'un de ses frères depuis le Pérou. Cette somme lui permet de financer son projet. Pour ce projet de fondation du couvent Saint-Joseph, elle reçoit également l'aide de sa sœur Jeanne. Au début de l'année 1562, Thérèse part à Tolède chez Doña Luisa de la Cerda, chez qui elle reste jusqu'en juin. La même année, elle fait la connaissance du père Báñez, qui devint ensuite son principal directeur, et du frère García de Toledo, tous deux dominicains.
Le couvent est inauguré le 24 août 1562, celui-ci est, selon Thérèse, mieux adapté et plus fidèle à la tradition carmélitaine. Quatre novices du nouvel ordre des Carmélites déchaussés de Saint-Joseph y emménagent. En abandonnant leurs chaussures, les carmélites sont rebaptisés les carmes déchaussés ou les Carmes déchaux.
Le dépouillement absolu du couvent Saint-Joseph suscite critiques et hostilité chez les édiles de la cité et les Ávilans de tous bords. Rapidement la nouvelle institution est menacée de fermeture. Mais l'appui de puissants prescripteurs, dont l'évêque de la ville, et les succès de subsistance déjouent l'animosité. Peu à peu, l'expérience devient un modèle. Thérèse passe alors cinq années dans son couvent de Saint-Joseph, qui seront, d'après ses mots, « les plus tranquilles de son existence ».

### La réforme thérésienne

#### La règle carmélitaine primitive
L'idée de départ de la réforme thérésienne était de revenir aussi près que possible de la règle initiale des ermites du mont Carmel. Thérèse dit : « Mon dessein étant de vivre en ce monastère dans une très étroite clôture, dans une stricte pauvreté, et d’employer beaucoup de temps à l’oraison ». Faisant vœu de pauvreté, les carmes (et carmélites) renoncent à tout bien de propriété en propre (les biens appartiennent à la communauté), si les carmélites ne portent pas de chaussures (d'où le nom de « déchaussés »), elles portent des sandales et de gros bas. Thérèse rapporte néanmoins avoir vu Jean de la Croix partir prêcher dans les villages en marchant pieds nus dans la neige (mais elle lui reprochera plusieurs fois ses « excès de zèle » dans ses pénitences).
Thérèse déclare : « Nous observons la règle de Notre-Dame du Mont Carmel sans aucune mitigation, telle qu’elle a été rédigée par frère Hugues, cardinal de Sainte-Sabine, et approuvée l’an 1248 par le pape Innocent IV. »

#### Pauvreté, humilité, obéissance
Les religieuses fidèles à sa réforme dorment sur une paillasse, portent des sandales de cuir ou de bois ; elles consacrent huit mois par an aux rigueurs du jeûne et s'abstiennent totalement de manger de la viande (sauf en cas de contrainte médicale),. Thérèse ne désire aucune distinction pour elle-même et vit de la même manière que les autres religieuses.

#### Contemplation et mission apostolique

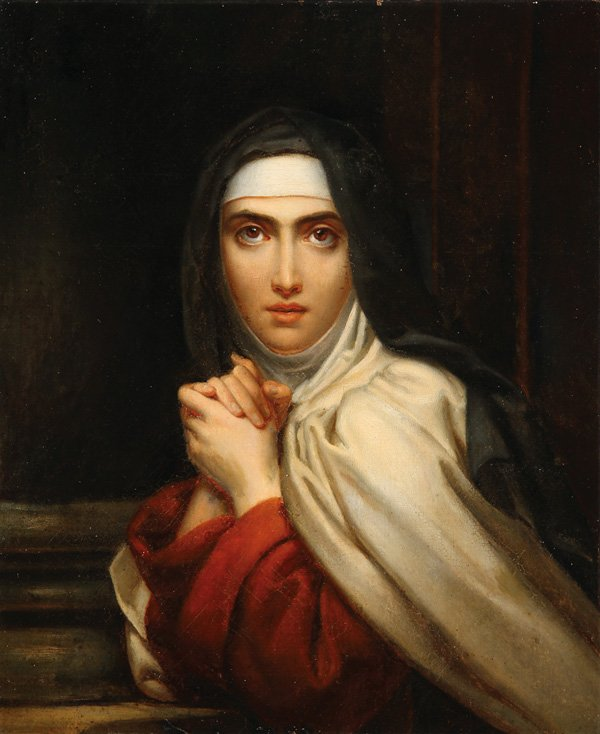
Thérèse d'Ávila, par François Gérard, 1827. Infirmerie Marie-Thérèse, Paris.

Un autre point important est le temps d'oraison qui devient un temps obligatoire et important de la journée carmélitaine (deux heures quotidiennes), avec bien sûr, les sept offices liturgiques qui rythment la journée. Cette vie contemplative n'est pas une fin en soi pour Thérèse, mais un outil pour la sainteté de l'Église : en étant « l’apôtre des apôtres », elle veut offrir sa vie entière à Dieu pour la sainteté des ministres de l'Église. Thérèse dit qu'une religieuse authentique disciple et « amie » du Christ, par sa vie offerte dans le silence et la contemplation, peut être d’un très grand prix pour le salut du monde.

#### La clôture et le silence
Autre changement important, la clôture du couvent est strictement respectée, les visites sont limitées en nombre et se font au parloir derrière des grilles ou en présence d'autres religieuses. Les visites extérieures ne sont pas prévues dans les constitutions,.
Enfin, pour limiter des problèmes et dérives que Thérèse a elle-même expérimentés dans son couvent de l'Incarnation (es), elle limite le nombre de religieuses par couvent. Ainsi, elle peut garantir le silence et le recueillement dans le couvent, et protéger la vie de prière des religieuses.

#### Une idée partagée par d'autres
Un siècle avant Thérèse, Jean Soreth (1394-1471), un carme français, avait déjà essayé de mettre en place, dans les couvents des carmes de France, une réforme identique. Le père Soreth avait soutenu un mouvement de réforme analogue en Italie mené par la congrégation de Mantoue, mouvement appelé la « réforme de Mantoue », du nom d'un des couvents, tête de file du mouvement. Ce dernier existait toujours du temps de Thérèse.
Un peu après Thérèse, Jean de Saint-Samson (1571-1636), un autre carme français, va susciter en France, parmi les Grands Carmes non réformés par Thérèse, un nouveau mouvement de réforme, proche du mouvement thérésien : la Réforme de Touraine.
Ces deux mouvements de réforme au sein des carmes chaussés se sont heurtés à de très vives résistances, et n'ont pas eu l'extension obtenue par les déchaux.

### Fondations dans toute l'Espagne

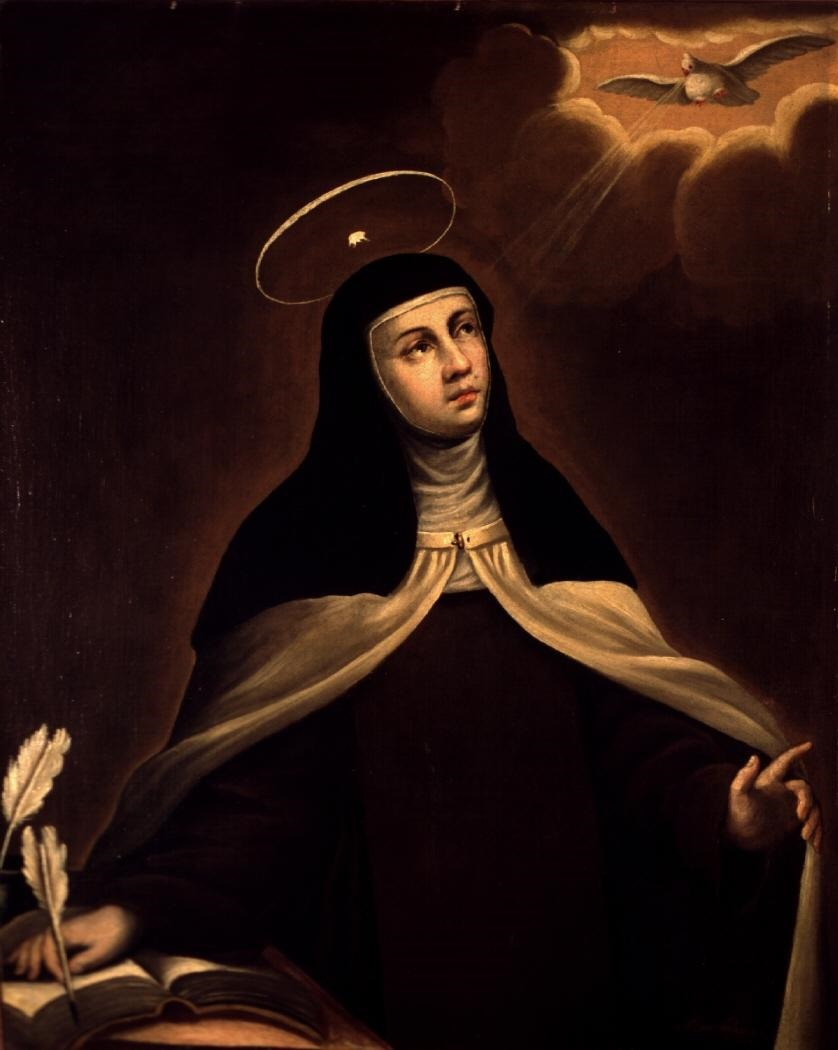
Thérèse d'Ávila par Alonso del Arco (XVIIe siècle).

Thérèse va fonder au total dix-sept couvents dans toutes les provinces d'Espagne, ce qui l'amènera à être régulièrement sur les routes, par tous les temps, aussi bien pour fonder de nouveaux monastères, que pour visiter les couvents déjà existants. Les premières fondations sont financées par Guimara de Ullon, une riche donatrice et amie de la sainte.
Le père Rossi, supérieur général du Carmel, visite en 1567 le couvent de San José, et donne à Thérèse la permission de fonder d'autres couvents de femmes et deux couvents d'hommes. Le principal des carmes, Rubeo de Ravenna, lui fournit la lettre patente l'autorisant à la création d'autant de couvents qu'elle le souhaite. Elle se rend à Madrid et Alcalá de Henares, fondé par son amie Marie de Jésus le 23 juillet 1563, pour réformer de nouveaux couvents. Un nouveau monastère est fondé à Malagón. Elle y rencontre Jean de la Croix qui vient la rejoindre et la soutenir dans sa réforme. Thérèse se rend ensuite à Tolède, où elle tombe malade, et passe par Escalona. Elle revient à Ávila, avant de repartir pour Valladolid où elle fonde un nouveau couvent.
De 1567 à 1571, des couvents réformés sont ainsi établis à Medina del Campo, Malagón, Valladolid, Tolède, Pastrana, Salamanque et Alba de Tormes.

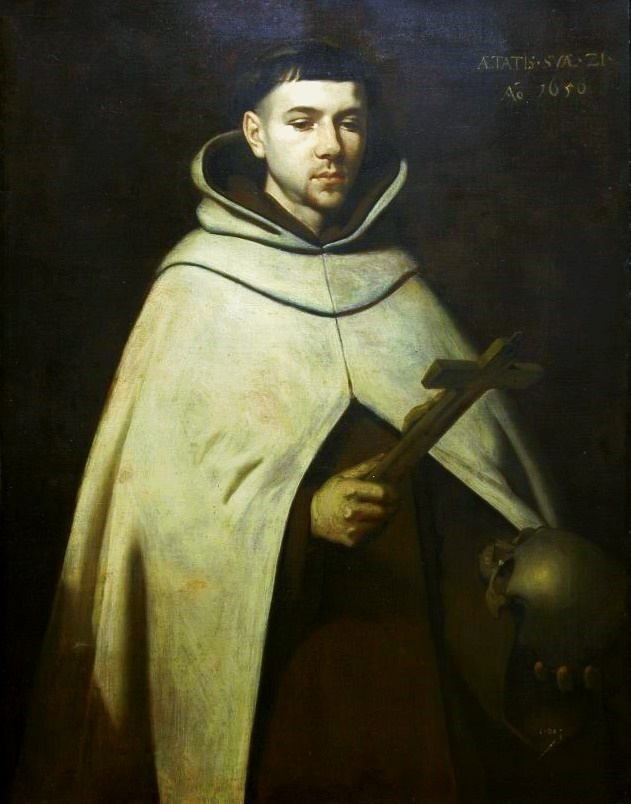
Portrait de Jean de la Croix, par Zurbarán.

Le premier couvent de frères carmes réformés est fondé à Duruelo le 28 novembre 1568 avec le frère Jean de Saint-Matthias qui prend son nom de Jean de la Croix. Thérèse espérait cette fondation depuis longtemps afin de pouvoir disposer pour ses carmélites de confesseurs et d'accompagnateurs spirituels ayant également une vie d'oraison et pouvant donc les guider et les accompagner dans leur cheminement spirituel (et éventuellement les grâces mystiques). Cette fondation se fait très pauvrement, aux dires mêmes de Thérèse, dans une simple maison, avec deux moines : Jean de la Croix et Antoine de Heredia.
En 1571, Thérèse est nommée, contre sa volonté, prieure du couvent de l'Incarnation (es), son ancien couvent. Elle décide de le réformer en douceur et fait nommer l'année suivante Jean de la Croix comme confesseur officiel des religieuses. Cette opération sera d'un grand succès, mais les carmes chaussés, supplantés dans leur tâche de direction spirituelle du couvent, et jaloux de l'admiration des carmélites pour le jeune Jean de la Croix, lanceront une grande offensive contre Thérèse et sa réforme en 1577.
Alors qu'elle est toujours supérieure du couvent, Thérèse se rend à Alba en 1574 avant d'aller, malgré son état de santé, à Medina del Campo, Ávila et Ségovie où elle crée un nouveau couvent. Ce dernier sera le lieu de refuge des religieuses de Pastrana.
En effet, la princesse d'Eboli, Ana de Mendoza de la Cerda, avait décidé de fonder le couvent de Pastrana puis, après la mort de son époux (le 29 juillet 1573), elle décide d'y entrer comme carmélite. Mais son attitude autoritaire face à la supérieure du couvent et aux autres religieuses entraîne des conflits incessants. À la demande des religieuses, Thérèse décide donc d'abandonner cette fondation, de faire évacuer le couvent, et de rapatrier les carmélites dans le couvent de Ségovie,.

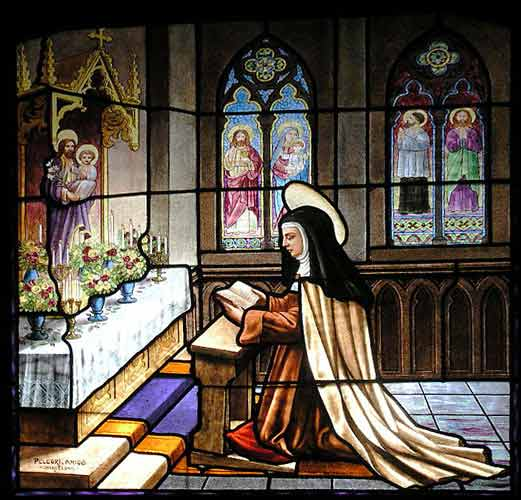
Sainte Thérèse d'Avila, vitrail du couvent de Sainte-Thérèse.

Toujours en 1574, l'autobiographie de Thérèse est soumise à l'Inquisition. Thérèse, après avoir terminé son mandat comme prieure au couvent de l'Incarnation le 6 octobre, retourne à son couvent de Saint-Joseph.
Puis, en fin d'année, elle se rend à Valladolid.
Début janvier 1575, elle revient à Ávila en passant par Medina del Campo. Après une courte halte, elle repart pour Beas de Segura, Tolède, Malagón et Almodóvar. Dans cette dernière localité, elle rencontre le tout jeune (et futur) saint Jean-Baptiste de la Conception, futur réformateur de l'ordre des Trinitaires.
Après la fondation du dixième carmel à Veas le 24 février, et celui d'Almodóvar del Campo, elle reprend la route le 7 mars, malade et éprouvée par le voyage, vers Séville. Elle y subit de nombreuses contradictions, mais parvient à ouvrir un couvent dans cette ville : ce sera son dernier.
Les fondations de couvents de Ségovie (1571), Beas de Segura (1575), Séville (1575), et de Caravaca de la Cruz (Murcie, 1576) sont appuyées par Jérôme Gratien, visiteur carmélite et vicaire apostolique. Le charismatique et mystique Jean de la Croix use de son pouvoir de prédication et d'enseignement pour soutenir et développer ce mouvement de réforme et de fondations.

### Oppositions et persécutions

#### Par des membres de l'Ordre
En 1576, une série de persécutions est lancée par l'ordre du carmel (les moines de l'ancienne observance) contre les réformateurs, Thérèse et ses disciples.
En suivant des décrets adoptés lors de la réunion générale du chapitre à Plaisance, les « définisseurs » de l'ordre mettent un terme à toute nouvelle ouverture de couvent.
Thérèse est assignée à rester dans l'un de ses couvents. Elle obéit et choisit Saint-Joseph à Tolède. Ses amis et disciples sont soumis à des décisions encore plus sévères.
Pour soutenir Thérèse, les religieuses du couvent de l'Incarnation (es) à Ávila décident de la réélire prieure (bien que la règle n'autorise pas une nouvelle réélection). Mais le père Valdemoro, venu superviser le chapitre (octobre 1577), interdit formellement aux carmélites de voter pour Thérèse sous peine d'excommunication — néanmoins, certaines carmélites passeront outre.
Le nonce Hormanet décède et le nouveau nonce est instruit à charge, par les carmes chaussés, contre Thérèse. Il arrive donc avec des idées très arrêtées sur la réforme thérésienne. Le père Gratien, protecteur de Thérèse, est démis de ses fonctions et le père Ange Salazar est nommé à sa place. Beaucoup de médisances et de calomnies circulent par écrit à son sujet, mais Thérèse reste dans son couvent, très calme, poursuivant sa correspondance. C'est à cette période qu'elle rédige son ouvrage majeur Le Château intérieur.
Après un certain temps, Thérèse tente d'écrire au roi d'Espagne pour lui demander sa protection, mais celui-ci, même avec le soutien des évêques, ne réussit pas à convaincre le nonce du Vatican. Finalement, des carmes déchaussés se rendent à Rome pour demander la séparation en provinces carmélitaines autonomes des couvents réformés des autres couvents non réformés. Cette solution technique va résoudre les quatre années de blocages et d'oppositions : Thérèse peut reprendre ses fondations.

#### Problèmes avec l'Inquisition espagnole

Sceau du tribunal du Saint-Office de l'Inquisition espagnole.

Les autorités cléricales de l'institution se méfient du protestantisme naissant. Selon Hélène Trépanier, « l'Espagne de la Contre-Réforme est un milieu particulièrement dangereux pour les mystiques et, plus encore, pour les « femmes » mystiques. La mort du Cardinal Jimenez Cisneros en 1517 qui avait soutenu le mouvement de démocratisation évangélique, la montée du luthéranisme, la suspicion à l'égard de l'anti-cléricalisme érasmien, l'intensification d'un racisme anti-conversos (descendants chrétiens des juifs séfarades) provoque la répression inquisitoriale. » L'Inquisition espagnole va donc faire plusieurs enquêtes sur Thérèse, qui est une femme, et qui plus est, une conversa, enseignant une spiritualité intérieure et vivant des expériences mystiques ; l’Inquisition va bloquer un temps ses actions.
Thérèse avait rédigé un ouvrage autobiographique (Le Livre de la Vie) sur demande de son confesseur. Cet ouvrage contenant des enseignements sur la vie de prière et l'oraison mentale, Thérèse le diffuse dans ses couvents pour instruire ses carmélites. À la suite de la publication et de la diffusion de cet ouvrage à la cour même du roi d'Espagne, l'Inquisition fait effectuer une première étude de l'ouvrage en juillet 1575 par le père Domingo Báñez qui donne un avis favorable.
Mais une seconde dénonciation en juillet 1576 par une jeune fille, accueillie comme novice dans un couvent par Thérèse, puis finalement expulsée pour indiscipline, entraîne la saisie par l'Inquisition de tous les livres (l'original et toutes les copies) et Thérèse est assignée à résidence dans un couvent de Castille en 1576. Les principaux chefs d'accusation de l'Inquisition concernent sa pratique de l'oraison mentale (et non vocale) propice aux effusions mystiques, telles la glossolalie, les stigmates ou la lévitation qui lui sont accordées et sont dénoncées comme des signes de possession démoniaque par le manuel des dominicains Malleus Maleficarum.
Compte tenu des accusations portées contre Thérèse par cette personne, l'Inquisition mène une enquête sur Thérèse même ; en 1580, son confesseur lui ordonne de brûler les Pensées sur l’amour de Dieu, méditations sur le Cantique des Cantiques ; en 1589, sept ans après sa mort, les théologiens de l’Inquisition demandent que son œuvre soit détruite. Finalement Thérèse est totalement innocentée. Cependant, son autobiographie restera sous séquestre, entre les mains des Inquisiteurs, pendant treize ans, jusqu'à la mort de Thérèse, à son grand désespoir. Après sa mort, la prieure du couvent de Madrid demande au cardinal Quiroga, membre du conseil suprême, qu’on lui restitue l'ouvrage. Celui-ci accepte, et va même jusqu'à obtenir du conseil de l'Inquisition une subvention pour le faire publier.

### Dernières fondations
Bien qu'étant presque toujours malade, elle se rend à Medina del Campo en 1582, Valladolid, Palencia et Burgos où elle fonde son dernier couvent.
Elle apprend qu'un seizième couvent carmélite a été créé à Grenade et qu'un nouveau couvent de déchaussées est fondé à Lisbonne. Le dix-septième carmel est créé à Burgos. En quittant Burgos, elle poursuit sa route en passant par Palencia, Valladolid, Medina del Campo et Peñaranda.

### Mort et reliques

#### Mort et sépulture
À son arrivée à Alba de Tormes le 20 septembre 1582, son état empire. La veille de la saint François, elle dit à ses carmélites rassemblées autour d'elle : « Mes filles et mesdames, je vous prie, pour l'amour de Dieu, que les règles et les constitutions soient exactement observées, et que vous ne vous arrêtiez pas aux exemples de cette indigne pécheresse qui va mourir ; pensez plutôt à lui pardonner. » À ces paroles, les religieuses fondent en larmes.
Sœur Anne de Saint-Barthélemy la tient dans ses bras durant ses dernières heures. C'est ainsi qu'elle meurt durant la nuit du 4 au vendredi 15 octobre 1582. En effet, cette nuit-là, l'Espagne et l'Italie passent du calendrier julien au calendrier grégorien par décision du pape Grégoire XIII, d'où l'expression de « la nuit du 4 au 15 ». La réformatrice du Carmel décède donc durant « la plus longue nuit qu'ait connue l'Espagne ». Depuis, elle est fêtée le 15 octobre,.
Ses dernières paroles sont : « À la fin, je meurs en fille de l’Église » ; et : « L'heure est à présent venue, mon Époux, que nous nous voyions ». La cause de la mort est une métrorragie peut-être consécutive à un cancer de l'utérus.
Thérèse est inhumée sans embaumement. Sa dépouille est enterrée dans le chœur de la chapelle du couvent de l'Annonciation de la ville d'Alba de Tormes.

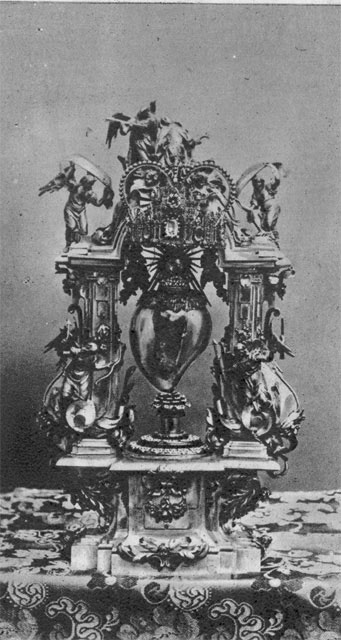
Reliquaire contenant le cœur de sainte Thérèse à Alba de Tormes.

#### Exhumations et partages des reliques
Neuf mois après sa mort, une première exhumation a lieu : alors que les vêtements ont pourri, le corps est découvert incorrompu et en odeur de sainteté, son acétonémie diabétique étant susceptible d'avoir généré ce dernier phénomène.
Avant de remettre le corps dans le même tombeau, le père Gratien, provincial des Carmes, sectionne la main droite de Thérèse qui sera placée dans un reliquaire remis aux religieuses du couvent Saint-Joseph d'Avila. À cette occasion il en prélève l'auriculaire qu'il conserve pour lui. La dépouille est ensuite ensevelie dans un cercueil neuf.
En 1585, un chapitre de l'ordre des Carmes déchaux de Pastrane décide de transférer la dépouille de Thérèse au couvent Saint-Joseph d'Avila. Le 25 novembre 1585, le corps est donc exhumé une seconde fois. Les religieuses d'Alba demandent à conserver un bras comme relique dans leur couvent, ce qui leur est accordé. Le reste du corps est envoyé à Avila en secret pour éviter l'entrave du transfert par les autorités et les habitants de la ville d'Alba. Quand le duc d'Alba découvre le déplacement dissimulé, il écrit au pape pour se plaindre de cet enlèvement réalisé à son insu et demander le retour de la précieuse relique. Le pape soutient sa demande et exige la restitution du corps. La dépouille de Thérèse revient donc au couvent d'Alba de Tormes le 25 août 1586, toujours transférée dans la discrétion, cette fois pour ne pas choquer les Avilans.
À chaque fois (1592, 1604, 1616, 1750, 1760) que la dépouille fut exhumée, à l’occasion d’un examen canonique ou pour satisfaire la dévotion de dignitaires religieux ou de monarques espagnols, des reliques furent prélevées.

#### Dernières translations

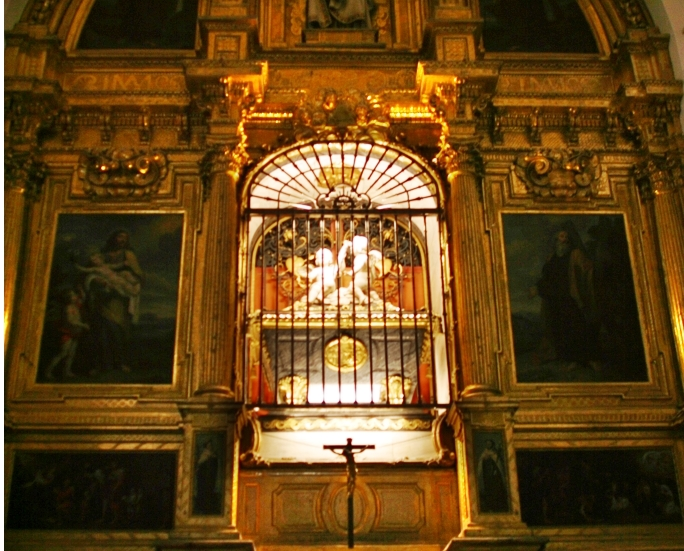
Le sépulcre de Thérèse d'Avila au niveau du retable du couvent carmélite d'Alba de Tormes.

En 1598, un sépulcre est édifié. On y transfère les restes de son corps, toujours incorrompu, dans une nouvelle chapelle en 1616. Puis en 1670, on le transfère à nouveau pour l'installer dans une châsse d'argent. La dernière translation de ses restes a eu lieu le 13 octobre 1760 dans un tombeau en marbre sculpté par Jacques Marquet et placé au-dessus du maître-autel de l'église de l'Annonciation d'Alba de Tormes.

#### Répartition des reliques de sainte Thérèse
Ses reliques sont désormais présentes dans plusieurs lieux :
- son pied droit et une partie de la mandibule supérieure à Rome ;
- sa main gauche à Lisbonne ;
- son œil gauche et sa main droite à Ronda (Espagne)[N 26] ;
- son bras gauche et son cœur dans des reliquaires du musée de l'église de l'Annonciation d'Alba de Tormes[48] ;
- un doigt dans l'église de Notre-Dame de Lorette à Paris ;
- un autre doigt est à Sanlúcar de Barrameda ;
- plusieurs doigts et d'autres restes de la sainte sont dispersés dans toute l'Espagne et toute la chrétienté ;
- le reste du corps (incorrompu) est déposé sur l'autel principal de l'église de l'Annonciation (Alba de Tormes) dans un tombeau de marbre gardé par deux anges.

### Sainte Thérèse, la femme et la mystique

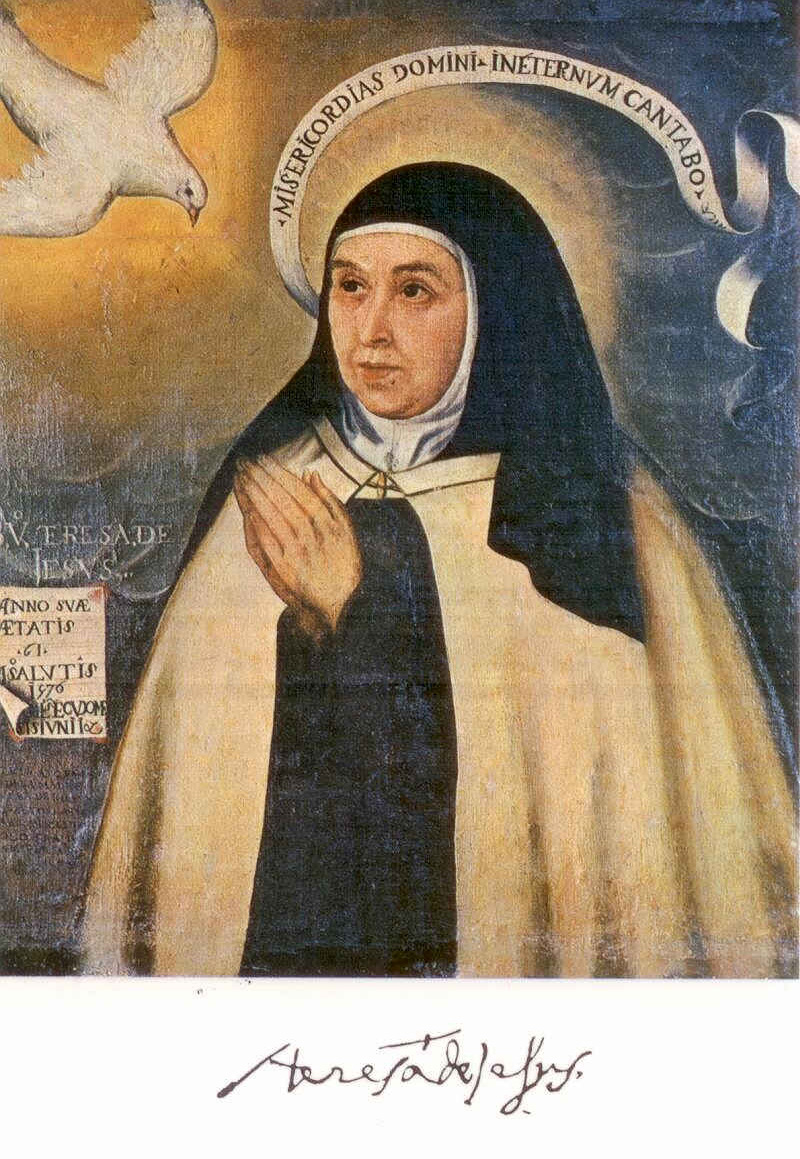
Thérèse d'Avila par frère Jean de la Misère (Carmel de Séville. Tableau probablement le plus réaliste de Thérèse car il a été peint en sa présence, le peintre ayant ainsi Thérèse sous ses yeux, durant ses travaux. Thérèse avait alors 61 ans.

Francisco de Ribera, le confesseur de la sainte, la décrivait physiquement ainsi : « Elle était de bonne stature, et au temps de sa jeunesse, belle, et encore au temps de sa vieillesse, elle supportait bien sa fatigue, le corps épais et très blanc, le visage rond et plein, de bonne taille et proportion ; le teint de couleur blanche et incarné, et lorsqu'elle était en prière, il s'enflammait et elle devenait très belle, tout ce teint clair et paisible ; la chevelure, noire et crépue, le front large, égal et beau ; les sourcils de couleur claire et tirant un peu sur le noir, grands et un peu épais, non en arc, mais un peu plats ».
Au plan intellectuel et théologique, sainte Thérèse ne cesse de souligner dans ses écrits son humilité, sa dévotion et son obéissance envers son confesseur, allant même jusqu’à avouer son ignorance doctrinale et son infériorité intellectuelle en tant que femme : « Une créature aussi misérable que moi, écrit-elle, peut trembler de parler d'une chose que je suis loin de mériter de comprendre. » Ces aveux d’incompétence avaient sans aucun doute pour but de la prémunir contre une possible condamnation de la part des juges de l’Inquisition ; en réalité, Thérèse d’Avila veut faire entendre son enseignement aux moniales de son ordre pour les encourager à suivre le chemin de la mystique, indiquant clairement qu’elle dit la vérité : « Je sais que ce que je dis est vrai […] Mon âme sent que telle est la vérité. […] Vous voyez cette âme que Dieu a rendue toute bête pour mieux graver en elle la vraie science », écrit-elle dans Le château intérieur. Au-delà des mots et de la raison discursive, Thérèse présente donc son expérience mystique comme constitutive de son enseignement spirituel ; son expérience personnelle, intuitive et affective, s’oppose ainsi à toute la scolastique érudite et aux savantes exégèses de l’institution de son époque. Cette théologie mystique annonce la mystique française du XVIIe siècle.

## Influence et titres posthumes

### Béatification, canonisation et docteur de l'Église
Thérèse d'Avila est béatifiée en 1614 par le pape Paul V. Lors de sa béatification, trente courses de taureaux sont organisées, au cours desquelles 100 taureaux sont combattus et mis à mort.
En 1622, le père carme Dominique de Jésus-Marie porte le dossier de canonisation de Thérèse. Sa démarche aboutit et le pape Grégoire XV la canonise le 12 mars 1622. Thérèse est ensuite déclarée patronne d'Espagne par Urbain VIII en 1627.
Le 27 septembre 1970, le pape Paul VI proclame Thérèse (avec Catherine de Sienne) docteur de l'Église. Elle est la première femme à obtenir ce titre.
Dans l'Église, sa fête le 15 octobre a rang de mémoire liturgique, mais dans l'Ordre du Carmel, sa fête est une solennité.

### Influence religieuse
La mystique de sainte Thérèse d’Avila a influencé durablement les théologiens des siècles suivants, notamment saint François de Sales. Déçu par la dégradation de l’Église catholique, il dénonce le langage savant et intellectuel de « plusieurs gens de lettres qui, après un grand tracas d’étude, se voient honteux de n’entendre pas ce qu’elle écrit si heureusement de la pratique du saint amour », écrit-il dans son Traité de l'amour de Dieu ; adhérant à une religion du cœur, il recommande la lecture des écrits de sainte Thérèse d’Avila avant même qu’elle n’ait été béatifiée. Même si Fénelon et les jansénistes de Port-Royal se sont inspirés de ses écrits, et ont été condamnés par l'Église, le Vatican a reconnu la validité de ses enseignements en canonisant Thérèse (1622), puis en la déclarant Docteur de l'Église (1970).
Déjà le pape Pie X avait déclaré à son sujet : « Cette femme était si grande et si utile à l'éducation saine des chrétiens, qu'il semble qu'elle ne soit pas beaucoup, ou pas du tout, inférieure à ces grands Pères et Docteurs de l'Église, dont nous nous sommes souvenus comme Grégoire le Grand, Jean Chrysostome, Anselme de Canterbury ».
Il a même ajouté, dans la lettre apostolique Ex quo Nostrae du 7 mars 1914 : « C'est pour cela que l'Église, à juste titre, a attribué à cette vierge, les honneurs habituels accordés aux Docteurs. »
En 2011, le pape Benoît XVI déclare : « sainte Thérèse de Jésus est une véritable maîtresse de vie chrétienne pour les fidèles de chaque temps. Dans notre société, souvent en manque de valeurs spirituelles, sainte Thérèse nous enseigne à être des témoins inlassables de Dieu, de sa présence et de son action, elle nous enseigne à ressentir réellement cette soif de Dieu qui existe dans la profondeur de notre cœur, ce désir de voir Dieu, de chercher Dieu, d’être en conversation avec Lui et d’être ses amis. Telle est l’amitié qui est nécessaire pour nous tous et que nous devons rechercher, jour après jour, à nouveau. ». Il ajoute : « Que l’exemple de cette sainte, profondément contemplative et efficacement active, nous pousse nous aussi à consacrer chaque jour le juste temps à la prière, à cette ouverture vers Dieu, à ce chemin pour chercher Dieu, pour le voir, pour trouver son amitié et trouver ainsi la vraie vie ».
Dans l'Ordre des Carmes déchaux Thérèse est une référence spirituelle dont les textes sont régulièrement étudiés. Même les carmes n'ayant pas suivi la réforme thérésienne (les Grands carmes), lisent, étudient et publient des ouvrages rédigés par Thérèse d'Avila, se nourrissant de ses expériences et enseignements.
En 2015, à l'occasion du 500e anniversaire de sa naissance, les carmes déchaux ont effectué une relecture complète des ouvrages de la sainte (de 2009 à 2015), afin de redécouvrir et approfondir ses enseignements et son charisme. Du 15 octobre 2014 au 15 octobre 2015, les carmes (religieux et séculiers), célèbrent l'année du cincentenaire avec de nombreuses festivités et rassemblement, notamment les 28 mars (naissance) et 15 octobre (décès),,. Toujours à l'occasion de cet anniversaire, le pape François a écrit une lettre à tout l'Ordre des Carmes déchaux rappelant que Thérèse est une « maîtresse de prière » pour toute l'Église. Il a également déclaré, à cette occasion, une année jubilaire, ainsi que l'indulgence plénière pour toutes les églises d'Espagne, sur toute l'année du jubilé.
Thérèse d'Avila est la sainte patronne de l’Espagne. Après un long débat entre les traditionalistes qui veulent garder comme patron Jacques le Majeur, et les novateurs qui souhaitent promouvoir Thérèse, le bref apostolique d'Urbain VIII le 21 juillet 1627, fait de Thérèse la copatronne de l'Espagne avec saint Jacques. Elle est également la patronne des écrivains espagnols (bref apostolique « Lumen Hispaniae » du pape Paul VI, le 18 septembre 1965), des joueurs d'échecs, de l'intendance militaire, du royaume de Naples. Lors des JMJ à Madrid en 2011, sainte Thérèse fait partie des saints patrons de l'événement. Thérèse d'Avila est vénérée par l'Église catholique, mais elle est également considérée comme sainte par l'Église anglicane et l'Église luthérienne.

### Influence culturelle et artistique
Thérèse d'Avila a profondément inspiré Paul Verlaine dans son travail de conversion, et notamment pour le recueil Sagesse (« Ô mon Dieu vous m'avez blessé d'amour »). Elle était pour lui l'exemple même de « la femme de génie » (Voyage en France par un Français).
En 1951, Salvador Dalí peint son Allégorie de l'âme, dont le titre complet est « Alegorie de l'ame d'apres Santa Teresa de Avila - le ver surrealiste se metamorphose dans le papillon mistique ».
Elle est nommée docteur de l'Université de Salamanque et porte le titre honorifique de mairesse d'Alba de Tormes depuis 1963.
En 2012, ses écrits sont publiés dans la collection de la Pléiade.
Son influence sur la philosophie moderne (notamment le célèbre cogito cartésien) est désormais mieux connue.

## Œuvre littéraire

### Œuvres mystiques à portée didactique
Elle a laissé plusieurs écrits traitant de spiritualité, en particulier :
- Camino de perfección [« Le Chemin de perfection »] rédigé entre 1569 et 1576. Livre écrit à la demande des religieuses carmélites pour leur enseigner la vie de prière et l'oraison. Thérèse en profite pour les instruire également sur la conduite à tenir pour progresser dans leur cheminement spirituel[T 36].
- Castillo interior ou Las moradas [« Le Château intérieur » ou « Les Demeures »] (1577). Livre rédigé à la demande du Père Gratien (pour les carmélites), elle y compare le cheminement spirituel à un château contenant de nombreuses demeures (d'où les différents titres : Le château intérieur ou Les demeures). Ces demeures, au nombre de 7, composent les étapes du cheminement spirituel du chrétien jusqu'à l'union mystique (les épousailles). Il s'agit de l'ouvrage majeur de Thérèse décrivant de bout en bout, le chemin de l'âme grâce à l'oraison[T 37].
- Conceptos del amor de Dios [« Pensées sur l'amour de Dieu »]. Rédigée entre 1566 et 1574, cette réflexion de Thérèse sur le Cantique des Cantiques l'amène à parler de « la paix que Dieu donne aux âmes dans l'oraison, à l'oraison de quiétude et l'oraison d'union »[T 38].

### Œuvres d'organisation et de prière
- Avis [« Avisos »] (lire en ligne). Ces textes (68 phrases courtes), attribués dans un premier temps à Thérèse, sont en réalité un ensemble de conseils spirituels provenant de maîtres des novices jésuites offerts à Thérèse[T 39].
- Défi spirituel [« Desafío espiritual »]. Il s'agit d'un court texte (4 pages) d'une réponse faite à une question (un défi) dont le texte est perdu. Ce texte est la réponse faite par les carmélites du couvent de l'Incarnation (es), alors que Thérèse en est la prieure[T 40].
- Exclamations de l'âme à son Dieu [« Exclamaciones del alma a su Dios »]. Probablement rédigé autour de 1559, cet ouvrage est composé de 17 textes courts (1 à 2 pages) s'apparentant aux Soliloques de Saint Augustin[T 41].
- Les Constitutions [« Libro de las constituciones »] (1563). Texte des constitutions pour les couvents réformés de carmélites et de carmes qu'elle a établis. Ce texte est approuvé par le général de l'ordre en 1567[T 42].
- Les Fondations [« Libro de las fundaciones »] (1573-1582). Récit biographique de Thérèse sur les fondations des couvents de carmélites, depuis celui de Saint-Joseph à Avila, jusqu'à celui de Burgos en 1582. Elle y intègre quelques chapitres sur le rôle de la supérieure (d'un couvent) dans l'accompagnement spirituel des carmélites, ainsi que des enseignements sur la vie de prière et d'oraison pour les religieuses.
- Les Relations ou « Relations spirituelles » [« Libro de las relaciones » ]. Cet ouvrage est constitué de la compilation d'une série de lettres (6 lettres) rédigées par Thérèse à l'intention de ses confesseurs, ainsi que d'une série de notes (une soixantaine), plus courtes rédigées en différents lieux et dates. Tous ses textes nous renseignent sur sa vie mystique et certaines de ses expériences spirituelles qui ne sont connues que dans ces textes[T 43].
- Manière de visiter les couvents de religieuses [« Modo de visitar los conventos de religiosas »] (lire en ligne). Écrit en 1576 à la demande du père Jérôme Gratien. Ce texte rassemble une série de conseils et recommandations concrètes sur la conduite à tenir lors de la visite (par un père carme) d'un couvent de carmélites[T 44].
- Ordonnances d'une confrérie [« Ordenanzas de una cofradía »]
- Humiliation [« Vejamen »]. Court texte de 4 pages en réponse à une réflexion sur la phrase « Cherche-toi en moi. ». Plusieurs personnes ayant donné une réponse personnelle, Thérèse leur répond, avec humour[T 45].
- Le Livre de la vie [« Vida de Santa Teresa de Jesús »] (Le Livre de la Vie) rédigé entre 1562 et 1565. Autobiographie dont le manuscrit original se trouve au monastère Saint-Laurent de l'Escorial. Ce texte se termine à la fondation du premier couvent d'Avila. Le livre des Fondations constituant la suite de la biographie.
- Visite de déchaussées [« Visita de descalzas »]
- Annotations [« Apuntaciones »]
- Méditations sur les cantiques [« Meditaciones sobre los cantares »]
- Méditations sur le pater (lire en ligne). Médiation sur la prière du Notre Père par Thérèse.

### Autres contributions
Thérèse écrivit aussi de nombreux poèmes et entretint une importante correspondance, dont plus de 400 lettres ont été conservées. Ses écrits ont fait l'objet de traductions dans de nombreuses langues.
Le nom de Thérèse d'Avila figure parmi le Catalogue des autorités de la langue (espagnole) publié par la Real Academia Española.

### Publications et traductions de son œuvre
Si les différents ouvrages thérésiens sont rapidement diffusés après leur rédaction, cette diffusion reste confidentielle car limitée à quelques couvents de la réforme et les copies se font manuellement. La publication officielle de ses écrits et auprès du grand public ne se fait qu'après sa mort, mais dans un délai relativement court :
- en 1588, l'édition « de princeps » est réalisée en espagnol avec le Livre de la vie, le Chemin de perfection, Le Château intérieur ;
- en 1610, publication du livre des Fondations (réédité à Madrid en 1661) ;
- en 1601, traduction et publication en trois volumes de l'édition de « de princeps » à Paris ; ces ouvrages avaient déjà été traduits et publiés en italien ;
- d'autres traductions et publications ont lieu en 1630, 1644 et 1670.

Aujourd'hui, les œuvres complètes de Thérèse d'Avila sont disponibles en français dans trois traductions : 
- par le Père Grégoire de Saint Joseph (aux éditions du Seuil) ;
- par Marcelle Auclair (aux éditions DDB) ;
- par les carmélites de Clamart (aux éditions du Cerf).

### Citations
- Un court fragment poétique :

| « Nada te turbe, nada te espante, todo se pasa, Dios no se muda La paciencia todo lo alcanza quien a Dios tiene nada le falta solo Dios basta. » | « Que rien ne te trouble, Que rien ne t'effraie ; Tout passe Dieu ne change pas, La patience obtient tout ; Celui qui a Dieu ne manque de rien. Dieu seul suffit. » | « Heureux le cœur enamouré Qui met en Dieu sa pensée. Pour Lui, il renonce à tout le créé ; Il trouve en Lui sa gloire et son contentement ; Il vit sans souci, oublieux de lui-même, Tout son vouloir est en Dieu, Ainsi, dans la joie, il traverse Les tempêtes de cette mer. » |

## Adaptations de sa vie ou ses œuvres

### Iconographie

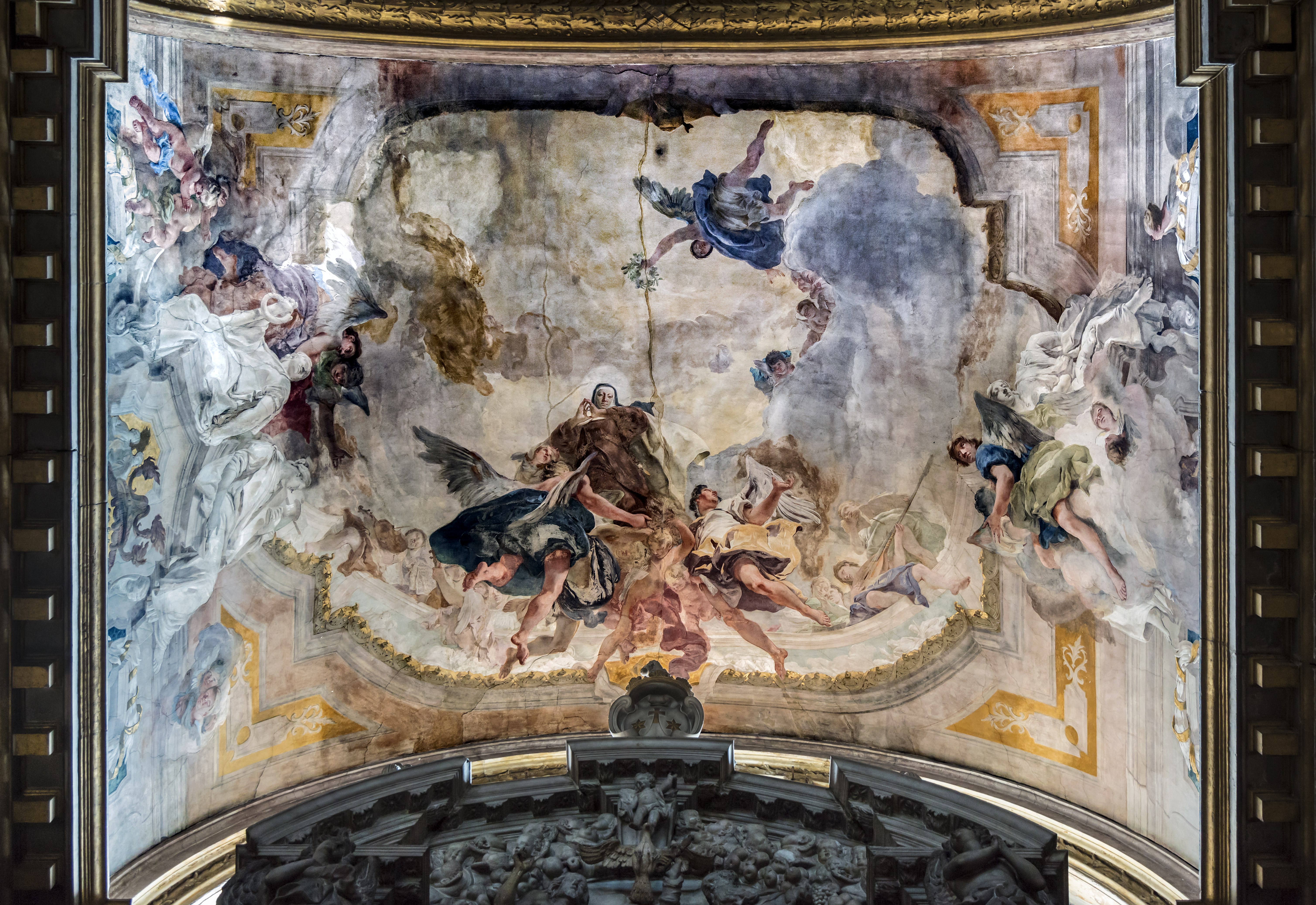
L'Apothéose de sainte Thérèse
Giambattista Tiepolo, 1722-1724
église Santa Maria di Nazareth, Venise

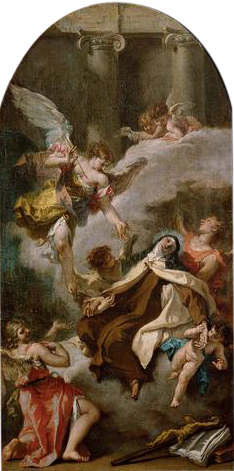
La Vision de sainte Thérèse d'Avila
Sebastiano Ricci, v. 1727
Vienne, Kunsthistorisches Museum

- 1613 : Adriaen Collaert, La Vie de sainte Thérèse d’Avila, avec Cornelis Galle, 24 planches gravées + 1 page de titre, gravure burin, publiées à Anvers.
- 1682 : José Espinoza de los Monteros, 16 tableaux sur la vie de sainte Thérèse, d'après les gravures d'Adriaen Collaert, dans l'église du couvent des Carmélites, à Cuzco (Pérou)[75].
- 1722-1724 : Giambattista Tiepolo, L'Apothéose de sainte Thérèse, église Santa Maria di Nazareth, Venise et en 1745 Notre-Dame du Mont-Carmel avec Saint Simon Stock, Sainte Thérèse d'Avila, Saint Albert de Verceil, le prophète Élie et les âmes au purgatoire, Pinacothèque de Brera, Milan[76]
- vers 1727 : Sebastiano Ricci, La Vision de sainte Thérèse d'Avila, Vienne, Kunsthistorisches Museum[77]
- 1983 : L'exposition Sainte Thérèse dans l'art contemporain, en juillet 1983 au Palais du Luxembourg, a rassemblé des œuvres d'Ode Bertrand, Simona Ertan, Henri Guérin et Jean-Marie Martin.

### Filmographie
- Teresa de Jesús, de Josefina Molina, avec Concha Velasco, 1984, film espagnol, 8 épisodes sur 3 DVD.
- Sainte Thérèse d'Avila - La Sainte de l'Amitié, par Armand Isnard, 52 min.

### Autres adaptations
- En bande dessinée :
  - Dans un esprit fantaisiste et irrévérencieux, Claire Bretécher a publié en 1980 la BD La Vie passionnée de Thérèse d'Avila[78], qui met également en scène Jean de la Croix et Pierre d'Alcántara.
  - José Luis Serna Romera a également raconté sa vie et ses pérégrinations durant les fondations sous le titre (es) Teresa de Jesús (2014)[79].
- En musique :
  - Marc-Antoine Charpentier a composé deux motets pour la fête de Sainte Thérèse, Flores, flores o Gallia à 2 voix et 2 flûtes H 374, vers 1680 et le second pour 2 hauts-dessus, un dessus et basse continue H 342 en 1686.
  - Plusieurs poèmes de Thérèse d'Avila ont été mis en musique et interprétés par Pierre Éliane dans Teresa de Jesus (poésies de Thérèse d'Avila) (2002 et 2006)[80].
- Caricatures
  - Félicien Rops réalise plusieurs caricatures de L'Extase de sainte Thérèse.

### Émission de web TV
- Thérèse d’Avila - La Foi prise au Mot du 13/10/2008 (KTO TV - Youtube)
- Thérèse d’Avila - La Foi prise au Mot du 13/10/2013 (KTO TV - Youtube)
- Sainte Thérèse d'Ávila et le carmel - La Foi prise au Mot du 12/10/2014 (KTO TV - Youtube)
- Thérèse d’AVILA – Une Vie, une Œuvre : 1515-1582 (France Culture, 1988) - Youtube
- Sainte Thérèse d'Avila : chemin et modèle de sainteté (5/6) - Conférence à Notre-Dame de Paris (10/02/2019 - KTO TV)

#### Ouvrages rédigés par Thérèse
- Le Livre de la vie : Thérèse d'Avila, Le livre de la Vie, Guillaume Foquel, 1601 (1re éd. 1588 Salamanque) (lire en ligne). . Ouvrage biographique réédité et traduit de nombreuses fois, seul ou dans des compilations. Quelques éditions récentes :
  - Thérèse d'Avila et Pierre Sérouet, Œuvres complètes : Ma vie. Relations spirituelles, t. 1, le Cerf, 1982 (ISBN 2-204-01861-9).
  - Thérèse d'Avila, Livre de la vie : suivi de "Les Relations" et "Sentences, notes et fragments divers", le Cerf, coll. « Sagesses chrétiennes », juin 2002, 435 p. (ISBN 978-2204070249).
- Les Fondations : Thérèse d'Avila, Les fondations, Bruxelles, 1610 (lire en ligne). . Quelques éditions récentes :
  - Thérèse d'Avila, Œuvres complètes : Les Fondations. Actes et Mémoires, t. 2, Le Cerf, coll. « Thérèse d'Avila - Œuvres », mars 1982 (ISBN 978-2204018623).
  - Thérèse d'Avila et Didier-Marie Golay, Les fondations : suivi de Actes et mémoires et Poésies, Le Cerf, coll. « Sagesses chrétiennes », octobre 2011, 354 p. (ISBN 978-2204096348).
  - Thérèse d'Avila et P. Marcel Bouix, Œuvres de Sainte Thérèse : Livre des fondations, t. 2, Paris, Le Coffre Fils, 1869, 520 p. (lire en ligne).
- Le chemin de perfection : Thérèse d'Avila, Le Chemin de perfection, 1583 (lire en ligne) (puis réédité dans les "Princeps" en 1588, traduit en français en 1601). Quelques éditions récentes :
  - Thérèse d'Avila, Œuvres complètes : Le Chemin de la Perfection. Les Exclamations. Avis. Les Pensées sur le Cantique des Cantiques, t. 3, Le Cerf, coll. « Thérèse d'Avila - Œuvres », mars 1982.
  - Thérèse d'Avila, Le chemin de la perfection, CreateSpace Independent Publishing Platform, décembre 2014, 222 p. (ISBN 978-1505365818).
  - Thérèse d'Avila, Le chemin de la perfection, Le Seuil, coll. « Livre de Vie », mars 1996, 253 p. (ISBN 978-2020289115).
  - Thérèse d'Avila, Le chemin de perfection : Manuscrit de l'Escorial, Le Cerf, coll. « Sagesses chrétiennes », mars 2011, 243 p. (ISBN 978-2204095358).
- Le Château intérieur : Thérèse d'Avila, Le Château intérieur (lire en ligne) (terminé en 1582, édité en 1588 ?). Ouvrage de spiritualité publié sous différents titres : Le château intérieur ou Les demeures)[81]. Cet ouvrage fut publié après sa mort, puis édité et traduit de nombreuses fois. Quelques éditions récentes :
  - Thérèse d'Avila, Œuvres complètes : Le Château intérieur. Poésies, t. 4, Le Cerf, coll. « Thérèse d'Avila - Œuvres », mars 1982, 262 p. (ISBN 978-2204018647).
  - Thérèse d'Avila, le Château Intérieur, CreateSpace Independent Publishing Platform, août 2013, 278 p. (ISBN 978-1492203971).
- Les Relations : Thérèse d'Avila, Les Relations (lire en ligne). Série de lettres et de correspondances de Thérèse très vite rassemblées après sa mort dans un ouvrage publié sous le titre Les relations. Ce livre est publié dans différents ouvrages cités plus haut.
- Je vis sans vivre en moi-même (Vivo sin vivir en mi) recueil de poèmes, éd. bilingue franco-espagnole, trad. Line Amselem, Allia, Paris, 2008,  (ISBN 978-2-84485-272-4).

Autres recueils complets des œuvres thérésiennes :
- Thérèse d'Avila, Œuvres complètes, t. 1, Le Cerf, coll. « Carmel », décembre 1995, 1341 p. (ISBN 978-2204053242). .
- Thérèse d'Avila, Œuvres complètes, t. 2, Le Cerf, coll. « Carmel », décembre 1995, 2441 p. (ISBN 978-2204053259).

#### Anthologies
- Thérèse d'Avila et Jean de La Croix, Œuvres, Gallimard, coll. « Bibliothèque de la Pléiade », octobre 2012, 1184 p. (ISBN 978-2070122943).
- Ainsi parlait Thérèse d'Avila (édition bilingue), dits et maximes de vie choisis et traduits du castillan par Bernard Sesé, collection "Ainsi parlait", Éditions Arfuyen, Paris-Orbey, 2015.

#### Ouvrages d'introduction aux œuvres de Thérèse
- Tomas Alvarez, Introduction aux œuvres de Thérèse d'Avila : le Livre de la vie, t. 1, Le Cerf, coll. « Initiations », novembre 2010, 190 p. (ISBN 978-2204092876).
- Tomas Alvarez, Introduction aux œuvres de Thérèse d'Avila : Le chemin de perfection, t. 2, Le Cerf, coll. « Initiations », mai 2011, 144 p. (ISBN 978-2204092876).
- Tomas Alvarez, Introduction aux œuvres de Thérèse d'Avila : Le livre des Fondations, t. 3, Le Cerf, coll. « Initiations », novembre 2011, 134 p. (ISBN 978-2204096454).
- Tomas Alvarez, Introduction aux œuvres de Thérèse d'Avila : Le Château intérieur ou Les Demeures, t. 4, Le Cerf, coll. « Initiations », octobre 2012, 140 p. (ISBN 978-2204098977).
- Tomas Alvarez et Didier-Marie Golay, Introduction aux œuvres de Thérèse d'Avila : Autres écrits, t. 5, Le Cerf, coll. « Initiations », septembre 2013, 144 p. (ISBN 978-2204091206).
- Jean-Marie Laurier, Chemin vers l'eau vive : Introduction à sainte Thérèse d'Avila, Parole et Silence, coll. « Cahiers de l’école Cathédrale », septembre 2005, 140 p. (ISBN 978-2845733299).
- Jeannine Poitrey, Introduction à la lecture de Sainte Thérèse d'Avila, Beauchesne, avril 1997, 152 p. (ISBN 978-2701001395).

#### Articles et ouvrages en français
- Lizzie Boubli, « Vision et image dans le processus mystique : Thérèse d'Avila et Jean de la Croix », Archives de sciences sociales des religions, vol. 61e année, no 173,‎ janvier-mars 2016, p. 219-244 (lire en ligne)
- Louis Lavelle, Quatre Saints, Puyméras, Éditions localement transcendantes, 2021 (1re éd. 1951) (ISBN 978-2-3836-6012-5), « Sainte Thérèse ou l’union de la contemplation et de l’action ».

- Didier-Marie Golay, Atlas Thérèse d'Avila, « Aventurer sa vie » : Une sainte dans l'histoire et dans le monde, Éditions du Cerf, octobre 2014, 328 p. (ISBN 978-2204-102667).
- de Villefore, Vie de sainte Thérèse d'Avila, Paris, 1748, 220 p. (lire en ligne). .
- Joseph Bernard du Serre-Figon, Panégyrique de Sainte Thérese, Réformatrice du Carmel, Prononcé dans l'église des Carmélites de Saint-Denis le 15 octobre 1784. Dédié à Madame Louise de France. Par M. L'Abbé du Serre-Figon, Paris, 1785. [lire en ligne]
- Sainte Thérèse d'après sa correspondance, James Condamin, Lyon, 1886.
- Pierre Boudot et Xavier Tilliette, La Jouissance de Dieu ou le Roman courtois de Thérèse d'Avila, Cluny, A Contrario, coll. « La sœur de l'ange. Les classiques méconnus », janvier 2005, 281 p. (ISBN 978-2753400320).
- Gaston Etchegoyen, L'Amour divin. Essai sur les sources de sainte Thérèse, Bordeaux, Feret & fils, 1923.
- Robert Ricard, « La notion de "sobrenatural" chez Sainte Thérèse d'Avila », Mélanges de la Casa de Velázquez, t. 18-1,‎ 1982, p. 467-475 (lire en ligne).
- Hélène Trépanier, « L’incompétence de Thérèse d’Avila – Analyse de la rhétorique mystique du Château Intérieur (1577) », Études littéraires, vol. 27, no 2,‎ automne 1994, p. 53-66 (lire en ligne).
- Jad Hatem, Extase cruciale et théophorie chez Thérèse d'Avila, Paris, L'Harmattan, coll. « Théologie plurielle », novembre 2003, 126 p. (ISBN 978-2747535267).
- Jad Hatem, Théologie de l'œuvre d'art mystique et messianique : Thérèse d'Avila, Andreï Roublev, Michel Henry, Bruxelles, Lessius, coll. « Donner raison », août 2006, 405 p. (ISBN 978-2872991440).
- Jad Hatem, L’Âme et l’Abîme dans la mystique féminine carmélitaine : Thérèse d’Avila, Thérèse de l’Enfant-Jésus, Élisabeth de la Trinité, Gertrude von Lefort, Édith Stein, Paris, L'Harmattan, coll. « Théologie plurielle », juillet 2011 (ISBN 978-2296554283).
- Marcelle Auclair, La vie de sainte Thérèse d'Avila, Seuil, coll. « Livre de vie », janvier 1998 (1re éd. 1950), 501 p. (ISBN 978-2020294553).
- Alain Saint-Saëns, « Thérèse d'Avila ou l’érémitisme sublimé », Mélanges de la Casa de Velázquez, t. 25,‎ 1989, p. 121-143 (lire en ligne).
- Julia Kristeva, Thérèse mon amour : Sainte Thérèse d'Avila, Fayard, coll. « LITT.GENE. », avril 2008, 749 p. (ISBN 978-2213625072).
- Christiane Rancé, La passion de Thérèse d'Avila, Albin Michel, mars 2015, 304 p. (lire en ligne).
- Catherine Delamarre-Sallard, Thérèse d'Avila. L'oratoire et la forteresse, Salvator, novembre 2014, 350 p. (ISBN 978-2-7067-1181-7).
- Carmel : Accueillir aujourd'hui Thérèse d'Avila, vol. 155, Éditions du Carmel, mars 2015, 127 p. (ISBN 9782847133233).
- Carmel : Pour une lecture renouvelée de Thérèse d'Avila, vol. 147, Éditions du Carmel, mars 2013, 127 p. (ISBN 9782847133233).
- Rodolphe Hoornaert, Sainte Térèse écrivain : son milieu, ses facultés, son œuvre, Bruges/Paris/Lille, Desclée de Brouwer, 1922
- Rodolphe Hoornaert, Sainte Térèse d’Avila et ce qu'il faut avoir lu de ses écrits, Bruges, éd. Beyaert, coll. « Renaissance et Tradition », 1951
- Marcelle Auclair, La Vie de sainte Thérèse d'Avila, Points, coll. « Livre de vie », 1996, 512 p. (ISBN 978-2-02-029455-3)
- Sainte Thérèse d'Avila (trad. de l'espagnol par Marcelle Auclair), Œuvres complètes : Tome 1, Paris, Desclée de Brouwer, coll. « Hor. Coll. », 2007, 608 p. (ISBN 978-2-220-05871-9)
- Philippe Guénin, L'Éros fou, Essai sur l'amour et l'érotisme chrétien, coll. « La Diagonale de l'écrivain », éditions Douro, 1er juin 2025  (ISBN 978-23-8406-493-9)

#### Autres ouvrages en espagnol

##### Œuvres de Thérèse
- (es) Santa Teresa de Jesús, Libro de la Vida, MONTE CARMELO, coll. « Karmel », mai 2004, 488 p. (ISBN 978-8472398528). [« Le Livre de la Vie »].
- (es) Santa Teresa de Jesús, Libro de las Fundaciones, Austral, coll. « Clásica », mars 2015, 314 p. (ISBN 978-8467043778). [« Les fondations »].
- (es) Santa Teresa de Jesús, Camino de perfección, Austral, coll. « Clásica », mars 2015, 272 p. (ISBN 978-8467043761). [« Le Chemin de Perfection »].
- (es) Santa Teresa de Jesús, Castillo Interior, o Las Moradas : The Interior Castle, Edimat Libros, coll. « Clásicos de la literatura universal », avril 2009, 192 p. (ISBN 978-8497643542) [« Le Château intérieur, ou les Demeures »].
- (es) Santa Teresa de Jesús, Exclamaciones del alma a su Dios, CreateSpace Independent Publishing Platform, octobre 2014, 42 p. (ISBN 978-1503038899). [« Exclamations de l'âme à son Dieu »].
- (es) Santa Teresa de Jesús, Poesías, Madrid, Aguilar, coll. « Crisol », 1957. [« Poèmes »].

##### Autres auteurs
- (es) Xabier Etxeberri, Vida y obra de Santa Teresa de Ávila, Barcelona, Cartes, 1955.
- (es) Victoriano Larranaga, La espiritualidad de San Ignacio de Loyola. Estudio comparativo con la de Santa Teresa de Jesús, Madrid, Casa de San Pablo, 1944, 310 p..
- (es) Olvido García Valdés, Santa Teresa de Jesús, Barcelona, Omega S.A., coll. « LITERATURA-VIDAS LITERARIAS », avril 2001, 712 p. (ISBN 978-8428212359).
- (es) Félix Lope de Vega, Santa Teresa de Jesús, Linkgua, coll. « Teatro », janvier 2014, 140 p. (ISBN 978-8496428911).
- (es) Vicente Martínez-Blat, La Andariega : Biografía íntima de Santa Teresa de Jesús, Madrid, Biblioteca de autores cristianos, coll. « ESTUDIOS Y ENSAYOS », avril 2005, 236 p. (ISBN 978-8479147792).
- (es) Francisco Ribera, La vida de la madre Teresa de Jesús : Fundadora de las descalzas y descalzos carmelitas, Madrid, Edibesa, coll. « Grandes firmas Edibesa », 2005, 686 p. (ISBN 978-8484074274).
- (en) Vita Sackville-West, The Eagle and the Dove : St.Teresa of Avila and St.Therese of Lisieux, London, Quartet Books, juin 1973 (1re éd. 1943), 192 p. (ISBN 978-0704310155). Réédité en 1988 chez Cardinal Books  (ISBN 978-0747402749), en 2012 chez Macmillan Bello  (ISBN 978-1447214335).